# Benders Molen
Benders Molen was een rosmolen in de binnenstad van de Nederlandse plaats Venlo die als oliemolen diende.
Aan de Nieuwstraat, waar ook klooster Mariaweide lag, was de molen in het begin van de negentiende eeuw eigendom van een zekere Pieter Benders. Na zijn overlijden werden de eigendomsrechten bij de boedelscheiding verdeeld over zijn kinderen, van wie zoon Johan 6/10 kreeg en vier andere kinderen elk 1/10 deel.
In 1885 werd de molen verkocht aan Ferdinand Wentzel, die hem drie jaar later weer verkocht aan Henri Adolph Goossens, een telg uit een in Venlo zeer invloedrijke familie die verder een zoutziederij, een steenhouwerij, een pannenbakkerij, een sigarenfabriek en een handelshuis voor koffie hadden. In 1900 werd de molen echter gesloopt, waarna aan de Nieuwstraat een poort in de muur werd gebouwd. Deze poort bestaat nog steeds, beschilderd met een tafereel van wat zich achter de poort bevindt.